# 騰波之江站
騰波之江站（日语：／ Tobanoe eki */?）是位於茨城縣下妻市若柳甲，屬於關東鐵道的常總線車站。本站位於下妻市最北端，並且曾入選關東車站百選。

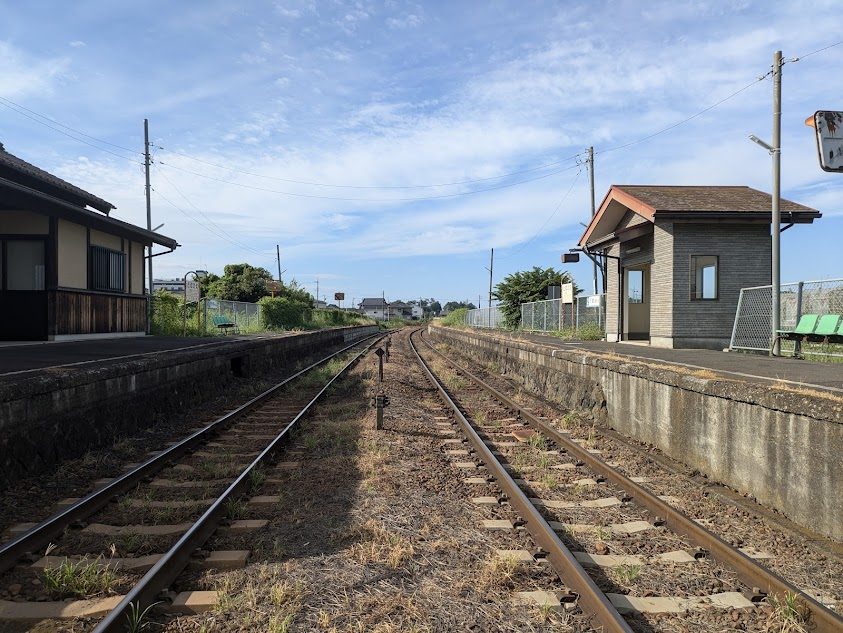
月台全景（2024年8月）

## 概要

### 在此站行走的運行形態
- 上行（下妻、水海道、守谷、取手方向）
  - 日間每小時設有2班普通列車（前往取手，部分前往守谷）停靠。部分列車可在水海道轉乘另一架前往取手[注釋 1][3]。
- 下行（下館方向）
  - 日間每小時設有2班普通列車（前往下館）停靠[3]。

## 歷史
- 1926年（大正15年）8月15日 - 常總鐵道（日语：常総鉄道）車站啟用[1][4]。
- 1945年（昭和20年）3月30日 - 與筑波鐵道（第一代）（日语：筑波鉄道 (初代)）合併，成為常總筑波鐵道（日语：常総筑波鉄道）車站[1]。
- 1965年（昭和40年）6月1日 - 與鹿島參宮鐵道（日语：鹿島参宮鉄道）合併，成為關東鐵道車站[1]。
- 1999年（平成11年）4月1日 - 成為無人車站。
- 2000年（平成12年） - 被選出關東車站百選之一。
- 2008年（平成20年）
  - 7月 - 舊車站大樓撤走
  - 10月5日 - 新車站大樓開始使用
- 2009年（平成21年）3月14日 - 此站可以使用IC卡PASMO[1]。

## 車站構造
本站是地面車站與無人車站，並設有2面2線的相對式月台。本站的月台建在彎道上，靠近下館一方則設有站內平交道。

### 月台
| 月台 | 路線    | 方向                   |
| ---- | ------- | ---------------------- |
| 1    | ■常總線 | 下館方向               |
| 2    | ■常總線 | 水海道、守谷、取手方向 |

## 使用狀況
以下為近年乘車人次變化。
| 乘車人員變化 | 乘車人員變化 |
| 年度         | 1日平均人次  |
| ------------ | ------------ |
| 1998         | 68           |
| 1999         | 34           |
| 2000         | 33           |
| 2001         | 28           |
| 2002         | 23           |
| 2003         | 16           |
| 2004         | 12           |
| 2005         | 18           |
| 2006         | 16           |
| 2007         | 21           |
| 2008         | 25           |
| 2009         | 25           |
| 2010         | 26           |
| 2011         | 25           |
| 2012         | 36           |
| 2013         | 34           |
| 2014         | 33           |
| 2015         | 27           |
| 2016         | 31           |
| 2017         | 32           |

## 車站周邊
站前設有數間商店。車站附近較多梨園。
- 若柳簡易郵局
- 道之驛下妻（日语：道の駅しもつま）

## 巴士路線
- 「騰波之江站入口」巴士站
  - 急行若葉號（日语：わかば号）在2020年2月1日起取消，自從後沒有巴士路線停靠。

## 車站大樓與其他

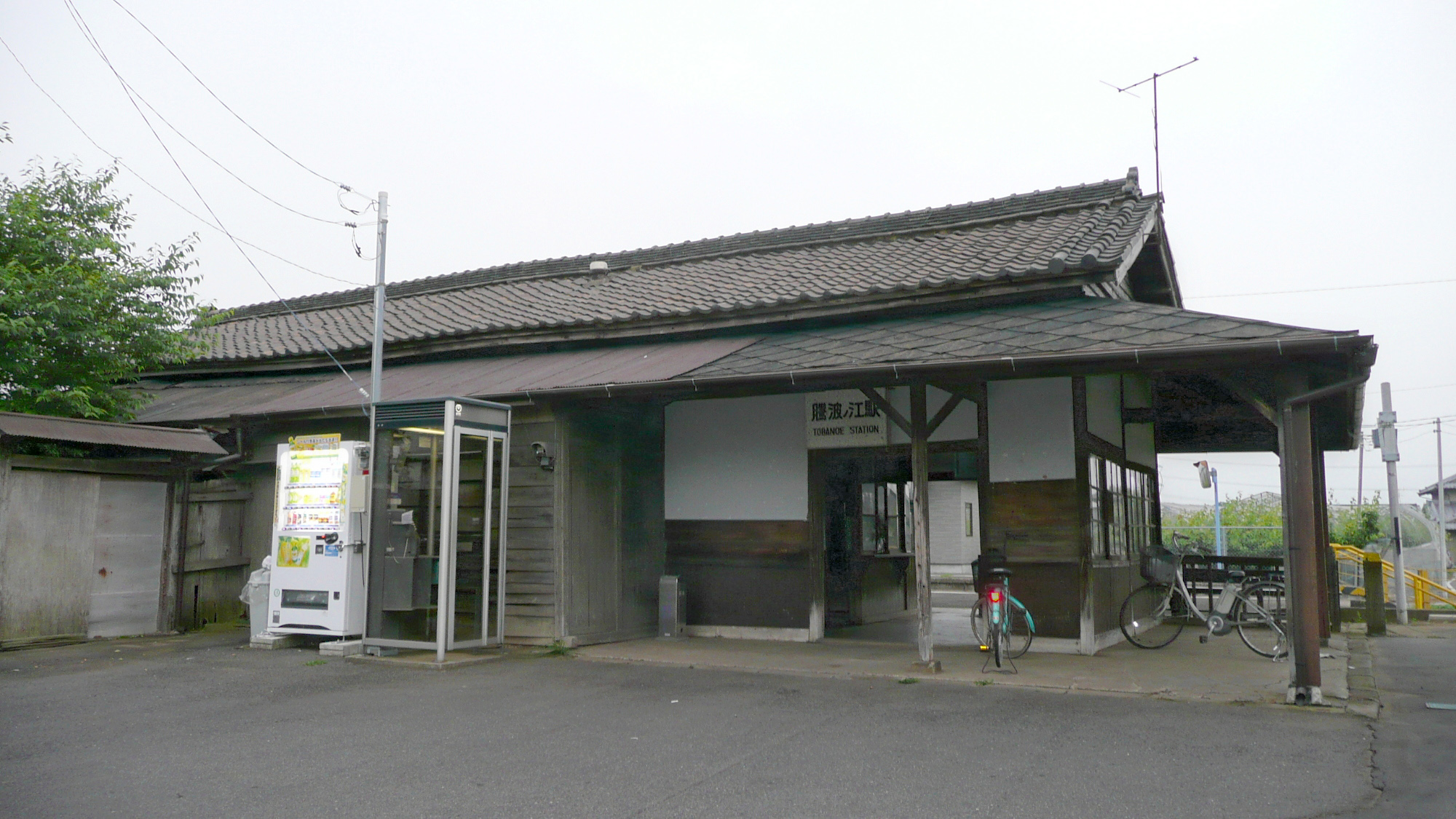
拆毀前的舊車站大樓

原來的車站大樓是一座木造建築物，在1926年車站啟用時已經存在。由於車站位置比較好，因此電影《下妻物語》（2004年）和FUNKY MONKEY BABYS的《你已經不在》（2007年）MV都在此車站大樓和附近拍攝。
隨著車站大樓老化，於2008年7月開始進行車站大樓翻新工程，共於同年10月5日，新車站大樓開始使用。新大樓繼承了舊大樓的設計，把舊大樓部分建材拆卸後再次使用。

### 騰波之江車站畫廊
為了成為「沿線住民和來線者的據所」作為目標，在毎個月的第三個星期六和日，於車站大樓會會展出「騰波之江車站畫廊」。當日，車站大樓同會設有售票體驗、真實的制服和帽字穿著和攝影留念（對象為小學生以下）、N軌（鐵路模型）運輸體驗、鐵路模型診所（模型修理等）和常總線歷史與車輛、車站、設備、攝影地點的資訊等。在2013年8月17日舉行了「蠟燭之夜 In 騰波之江站」，參加者會手造蠟燭燈籠，為月台和候車室裝飾。

### 騰波之江支線
為了紀念常總線開業100周年，此站曾經存在，運送農作物的部分貨物引込線蹟變成了「騰波之江支線」（小火車線，軌距：1,067mm 公里數：0.07公里）。在2013年11月3日「開通」。於第三個星期六及日，在該路軌上會設有2人乘車的小火車乘車體驗。

## 相鄰車站
關東鐵道
■常總線
快速
通過
普通
大寶－騰波之江－黑子

## 注腳

## 外部連結
- 騰波之江站 | 車站案內 （页面存档备份，存于）（日語） - 關東鐵道